# Hrastovica Vivodinska
 Hrastovica Vivodinska  falu Horvátországban, a Károlyváros megyében. Közigazgatásilag Ozalyhoz tartozik.

## Fekvése
Károlyvárostól 24 km-re, községközpontjától 10 km-re északnyugatra, a Zsumberki-hegységben  a megye északi határán fekszik.

## Története
A falunak 1857-ben 39, 1910-ben 50 lakosa volt. A trianoni békeszerződésig Zágráb vármegye Jaskai járásához tartozott. 2011-ben már nem volt állandó lakossága. A vivodinai Szent Lőrinc plébániához tartozik.

## Lakosság
| Lakosság változása | Lakosság változása | Lakosság változása | Lakosság változása | Lakosság változása | Lakosság változása | Lakosság változása | Lakosság változása | Lakosság változása | Lakosság változása | Lakosság változása | Lakosság változása | Lakosság változása | Lakosság változása | Lakosság változása | Lakosság változása |
| ------------------ | ------------------ | ------------------ | ------------------ | ------------------ | ------------------ | ------------------ | ------------------ | ------------------ | ------------------ | ------------------ | ------------------ | ------------------ | ------------------ | ------------------ | ------------------ |
| 1857               | 1869               | 1880               | 1890               | 1900               | 1910               | 1921               | 1931               | 1948               | 1953               | 1961               | 1971               | 1981               | 1991               | 2001               | 2011               |
| 39                 | 39                 | 45                 | 53                 | 49                 | 50                 | 24                 | 36                 | 44                 | 44                 | 26                 | 35                 | 3                  | 5                  | 0                  | 0                  |